# Gibberula inopinata
Gibberula inopinata is een slakkensoort uit de familie van de Cystiscidae. De wetenschappelijke naam van de soort is voor het eerst geldig gepubliceerd in 1962 door Barnard.